# دنیز باروت
دنیز باروت (انگلیسی: Deniz Barut؛ زادهٔ ۲۹ مارس ۱۹۸۳) بازیگر اهل ترکیه است. وی از سال ۱۹۹۷ میلادی تاکنون مشغول فعالیت بوده‌است.